# Prädetz

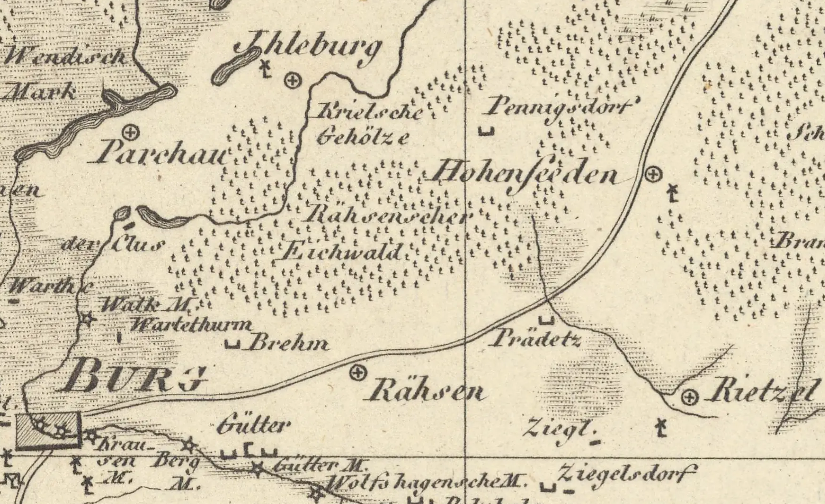
Prädetz auf der Karte „49. Theil von der Mittel-Mark“ von Friedrich Wilhelm Streit aus dem Jahr 1813.

Prädetz ist ein wüst gefallenes Vorwerk im Gebiet des Landkreises Jerichower Land.

## Geographie
Prädetz lag etwa 2,7 km nordöstlich von Reesen, etwa 3,5 km südwestlich von Hohenseeden, sowie etwa 3 km nordwestlich von Rietzel direkt an einer Biegung des Lehmkuhlengrabens.
Noch heute zeugt der Predätzer Weg in Reesen von der ehemaligen Dorfstelle.

## Geschichte
Das Vorwerk Prädetz wurde im 18. Jahrhundert gegründet und diente der landwirtschaftlichen Produktion sowie der Schäferei.
Es wurde letztendlich aufgegeben, und die Gebäude verfielen oder wurden abgerissen. Heute sind nur noch wenige Reste der Fundamente zu erkennen.

## Namensherkunft
| Ortsname  | Jahr der Nennung | Quelle der Nennung                                                                               |
| --------- | ---------------- | ------------------------------------------------------------------------------------------------ |
| Partätsch | 1740             | Karte „Das Herzogtum Magdeburg“ von Johann George Schreiber                                      |
| Partätsch | 1758             | „Atlas Topographique et Militaire“ von Roch Joseph Julien                                        |
| Partätsch | 1788             | Karte „Saxoniae Tractus Ducatum Magdeburgensem cum suo Circulo Salico“ von Johann Baptist Homann |
| Prädetz   | 1813             | Karte „49. Theil von der Mittel-Mark = Partie de la Moyenne Marche“ von Friedrich Wilhelm Streit |

## Persönlichkeiten
- Felix Karl Albrecht Freiherr von Plotho, Königlich Preußischer Sekondeleutnant und Herr auf Prädetz (1822–1864)[4]